# La Fouillouse
La Fouillouse ist eine französische Gemeinde mit 4643 Einwohnern (Stand: 1. Januar 2022) im Département Loire in der Region Auvergne-Rhône-Alpes. Die Gemeinde gehört zum Arrondissement Saint-Étienne und ist Teil des Kantons Sorbiers. Die Einwohner werden Feuillantains genannt.

## Geografie
La Fouillouse liegt etwa acht Kilometer nordwestlich von Saint-Étienne in der historischen Landschaft Forez. Durch den Ort fließt der Furan.
Umgeben wird La Fouillouse von den Nachbargemeinden Saint-Bonnet-les-Oules im Norden, Saint-Héand im Nordosten, L’Étrat im Osten, Villars im Südosten, Saint-Genest-Lerpt im Süden, Saint-Just-Saint-Rambert im Westen und Südwesten sowie Andrézieux-Bouthéon im Nordwesten.
Durch die Gemeinde führen die Autoroute A72 und die frühere Route nationale 82.
Die Gemeinde hat seit 1857 einen Bahnhof an der Bahnstrecke Moret-Veneux-les-Sablons–Lyon-Perrache. Dieser ist heute zu einem Haltepunkt zurückgestuft und wird von Zügen des TER Auvergne-Rhône-Alpes der Verbindung Roanne–Saint-Étienne-Châteaucreux bedient.

## Bevölkerungsentwicklung
| Jahr                       | 1962 | 1968 | 1975 | 1982 | 1990 | 1999 | 2006 | 2017 |
| -------------------------- | ---- | ---- | ---- | ---- | ---- | ---- | ---- | ---- |
| Einwohner                  | 2502 | 2736 | 3352 | 4004 | 4035 | 4234 | 4315 | 4501 |
| Quellen: Cassini und INSEE |      |      |      |      |      |      |      |      |

## Sehenswürdigkeiten
- Kirche Saint-Martin, ursprünglich als Kapelle im 12. Jahrhundert errichtet, rekonstruiert 1580, mit erheblichen Umbauten im 17. und 19. Jahrhundert
- Kapelle Sainte-Anne, Rekonstruktion 1880 einer Kapelle aus dem 16. Jahrhundert
- Renaissancehäuser
- Reste des früheren Befestigungsturms aus dem 14. Jahrhundert

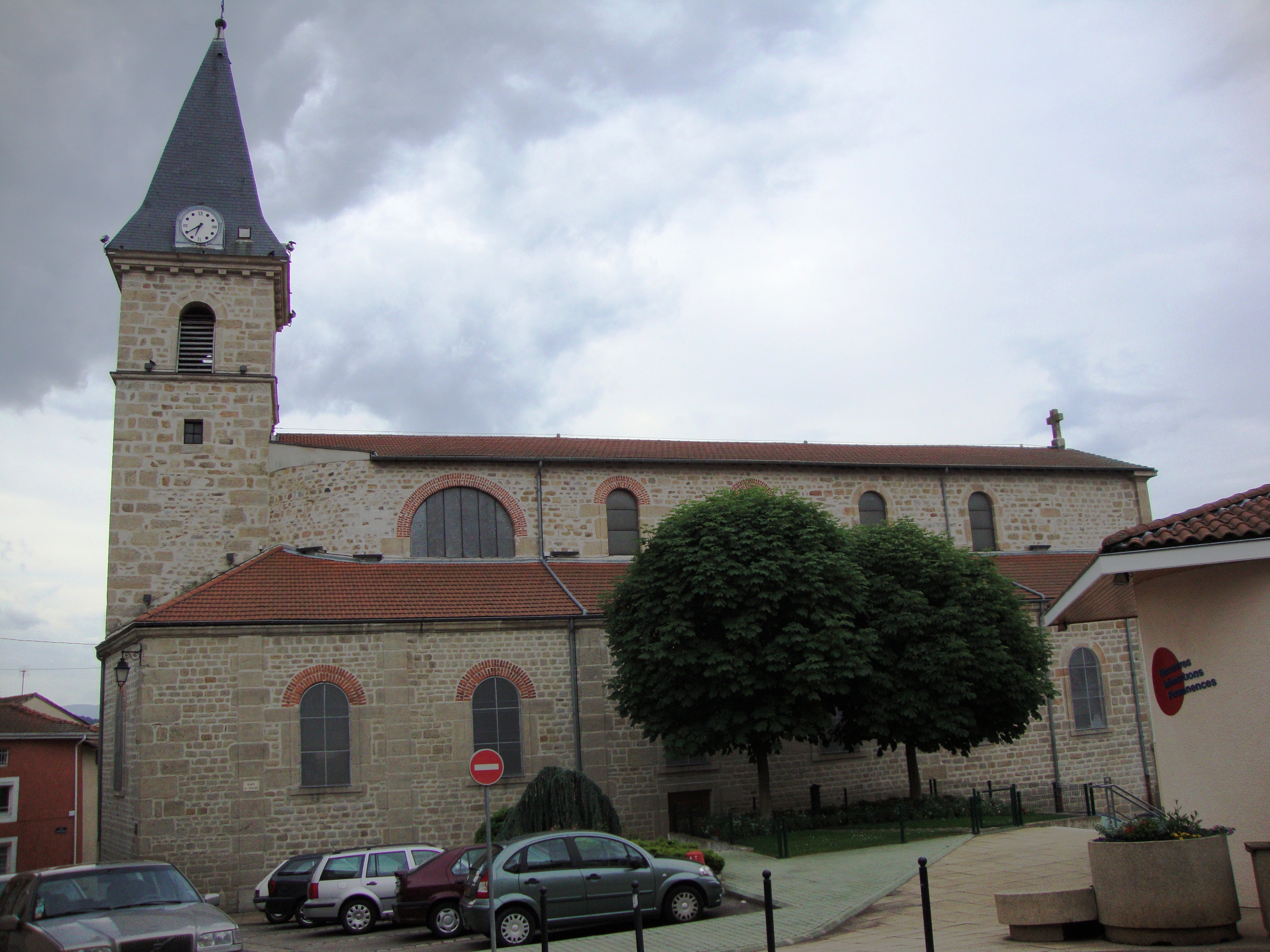
Kirche Saint-Martin

- Empfangsgebäude des Bahnhofs

## Gemeindepartnerschaften
Mit dem malischen Arrondissement Soufouroulaye besteht seit 1989 eine Partnerschaft, eine weitere Partnerschaft ist mit der italienischen Gemeinde Belgioioso in der Provinz Pavia (Lombardei) begründet worden.